# Blackburn

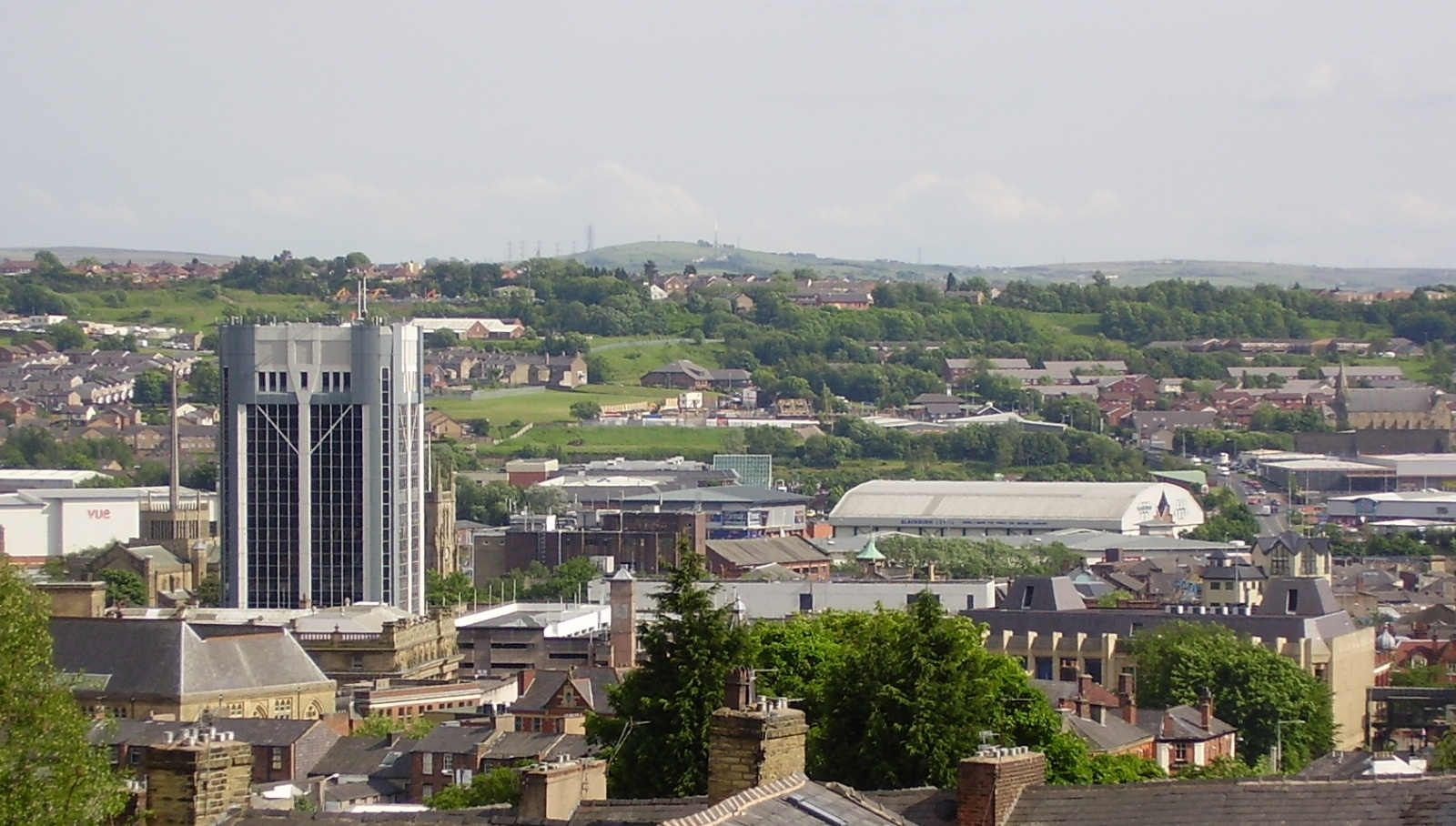
Vista do centro de Blackburn

Blackburn  é uma cidade do Condado de Lancashire, na Inglaterra. É a cidade mais importante do borough de Blackburn with Darwen, um distrito inglês com 140.200 habitantes.
Foi um importante centro da indústria têxtil no período da Revolução Industrial. Hoje em dia é conhecida pelo seu time de futebol, o Blackburn Rovers FC. É famosa, também, por ter sido citada na canção A Day in the Life, que fecha o mais aclamado disco dos Beatles, o Sgt. Pepper's Lonely Hearts Club Band.